# Sikorsky S-61
Le Sikorsky S-61 (nomenclature constructeur), plus connu sous son appellation militaire de SH-3 Sea King est un hélicoptère biturbine de lutte anti-sous-marine et de sauvetage en mer. Il est en service dans l'United States Navy et dans un grand nombre d'autres Forces armées de par le monde.
Le Sea King a été construit à 794 exemplaires par Sikorsky entre 1959 et 1980 et sous licence au Royaume-Uni, au Canada, en Italie et au Japon à un total de 679 unités. Les principales versions civiles sont le S-61L et le S-61N.

## Origines
En 1957, Sikorsky fut choisi par la marine américaine pour développer un hélicoptère amphibie tout-temps. Il devait combiner traque anti-sous-marine et destruction des submersibles.
Le premier vol du prototype eut lieu le 11 mars 1959, et il devint opérationnel au sein de l'United States Navy en juin 1961 sous l'appellation de HSS-2. La désignation de l'appareil fut changée à l'introduction du nouveau système de désignation des aéronefs en 1962 pour devenir SH-3A.
Bien qu'initialement destiné à la lutte anti-submersibles, d'autres missions furent confiées au SH-3, entraînant l'apparition de nombreuses versions.
Parmi ces missions, on peut citer la lutte anti-surface, la recherche et sauvetage, le transport, les communications, le transport de personnalités, et l'alerte avancée.

## Spécifications
Le Sea King a été conçu pour être un appareil embarqué de l'aéronavale. Le rotor principal à 5 pales et la queue de l'hélicoptère peuvent donc être repliés pour faciliter le stockage.
Grâce à sa coque amphibie, le Sea King peut amerrir. Cependant, cette opération est particulièrement périlleuse du fait des vagues notamment et n'est utilisée qu'en cas d'urgence. De plus, la coque n'a qu'une étanchéité limitée. Les flotteurs ont été conçus avec des aides à la flottabilité gonflables.
En fonction des missions, l'équipement et l'armement des Sea King sont très variables. Un exemple d'armement pour une patrouille maritime offensive pourrait être l'emport de deux torpilles (MK-46/44), quatre grenades sous-marines ou deux missiles anti-navires (Sea Eagle ou Exocet).

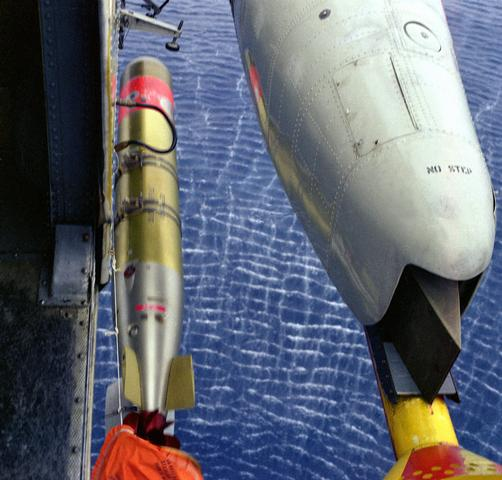
Torpille Mk46 et détecteur d'anomalie magnétique sur un SH-3 Sea King.

Une grande Nacelle (militaire) de contre-mesures (leurres) est parfois embarquée pour assurer la défense contre les missiles antiaériens des groupes aéronavals.
L'équipement pour la lutte anti-sous-marine se compose d'un sonar actif dit « trempé » (AQS-13 ou AQS-18), de bouées acoustiques (passives), d'un détecteur d'anomalie magnétique (ASQ-81) et d'un système de transmission de données.
Lors des opérations de recherche et sauvetage, l'appareil peut accueillir 22 rescapés ou 9 civières et deux médecins.
En configuration transport de troupes, il peut emporter 28 hommes et leur matériel.

## Service opérationnel

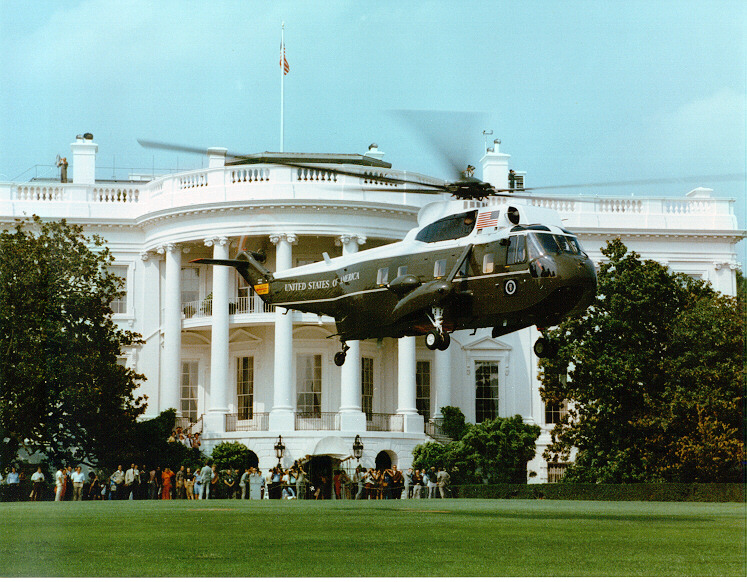
Sea King Marine One.

Dans l'US Navy, le « Pedro » était un Sea King en version recherche et sauvetage, jusqu'à son remplacement progressif au cours de la décennie 1990 par le SH-60 Sea Hawk.
Un SH-3A du bateau d'assaut amphibie USS New Orleans participa à la récupération de la capsule Apollo en juillet 1975. L'helicopter 66, le plus connu de ces hélicoptères, participe en tout à cinq récupérations de capsule.

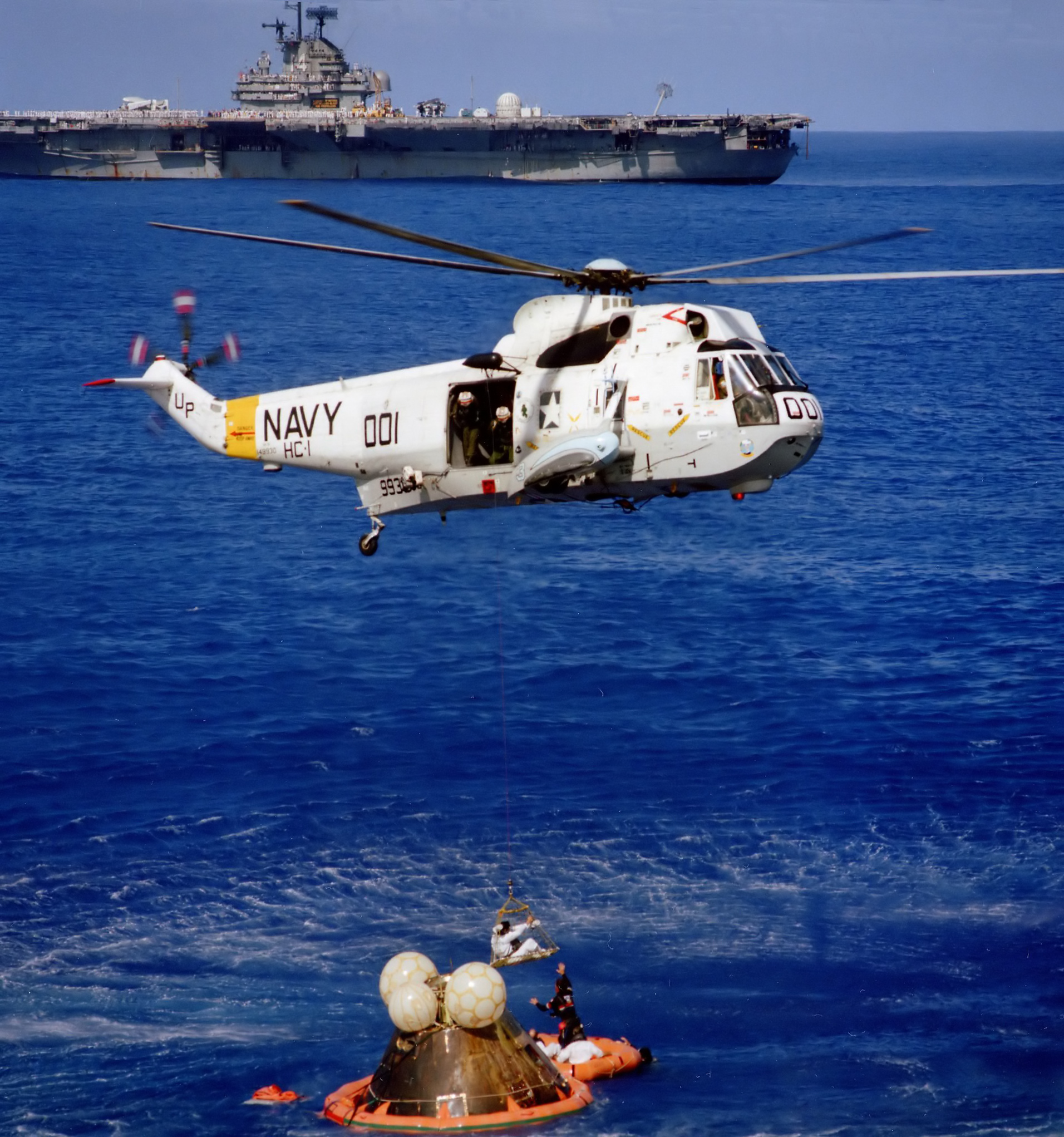
Un H-3 Sea King pendant les opérations de récupération d'Apollo 17, avec le en arrière-plan.

Malgré le remplacement des SH-3 Sea King par des SH-60 Sea Hawk dans les années 1990 pour les missions de recherche et sauvetage et de lutte anti-sous-marine, ils continuent à servir dans leurs autres rôles de par le monde. Dans l'US Navy, ils se limitent désormais au soutien logistique et au transport de personnalités dans les versions modernisées UH-3, et ce, jusqu'en 2010.
Le dernier SH-3 fut retiré du service actif le 27 janvier 2006 lors d'une cérémonie à la base aéronavale de Norfolk.
Des Sea King sont utilisés en tant qu'hélicoptères officiels du Président des États-Unis d'Amérique de 1973 à janvier 2025, conjointement avec des Black Hawk à partir de 1989, tous deux opérés par le Corps des Marines des États-Unis. L'hélicoptère présidentiel est appelé Marine One lorsque le président est à bord.
Ces deux hélicoptères sont remplacés à partir de 2024 par le Sikorsky VH-92 Patriot (en), une version du Sikorsky S-92.
En novembre 2022, le ministère anglais de la Défense annonce que le Royaume-Uni prévoit notamment la livraison de 3 hélicoptères de type Sea King à l'Ukraine dans le cadre de la guerre d'invasion menée par la Russie en 2022.

## Variantes

### Armée américaine

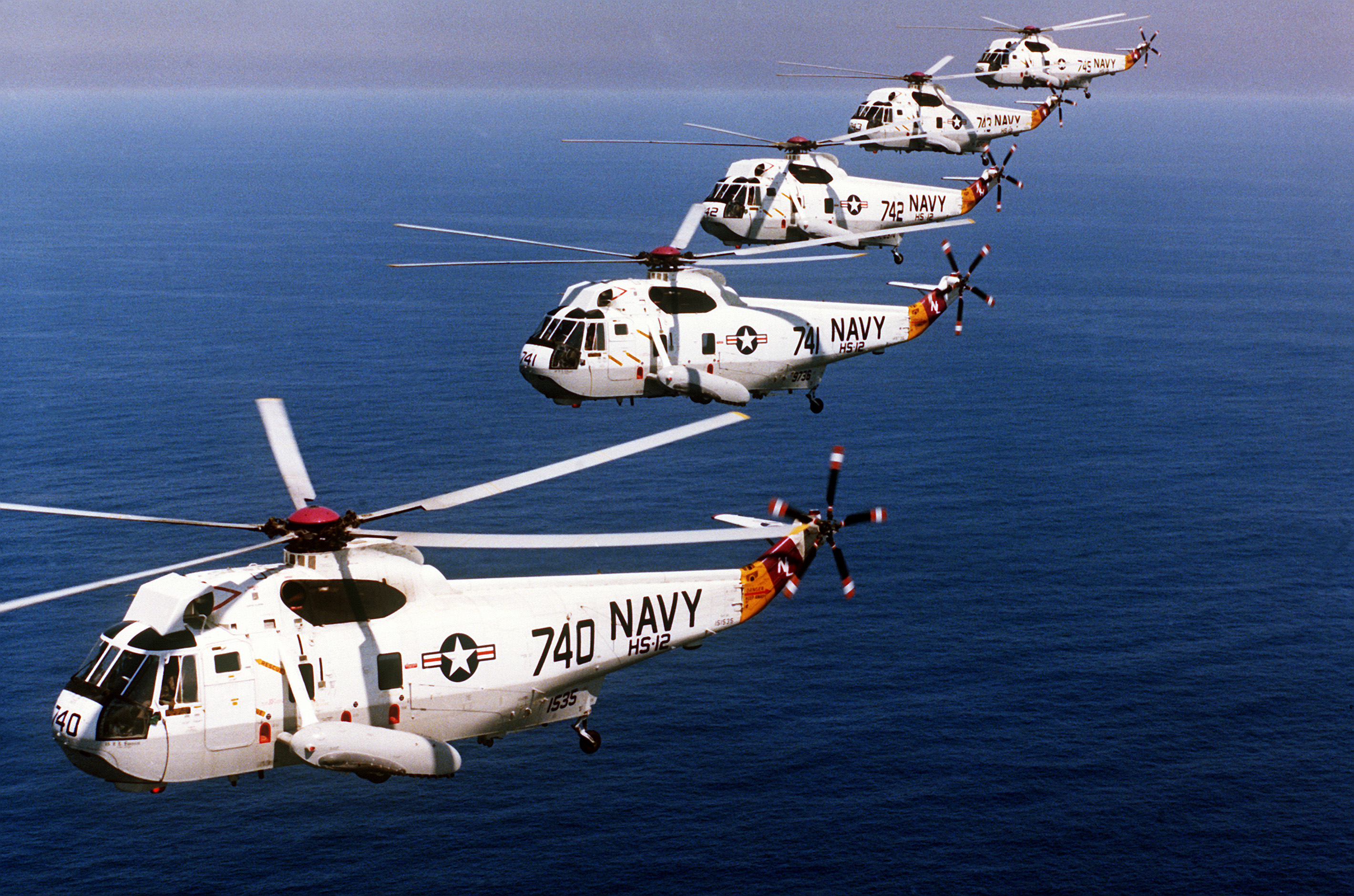
Hélicoptères SH-3H Sea King de l'US Navy.

XHSS-2Le seul prototype du H-3 Sea King.
YHSS-2Prototype et essais. Sept hélicoptères furent construits pour l'US Navy.
SH-3AHélicoptère de lutte anti-sous-marine pour l'US Navy (245 construits); d'abord appelé HSS-2 jusqu'en septembre 1962.
HH-3AHélicoptère de recherche et sauvetage pour l'US Navy (12 convertis de SH-3A).
CH-3AVersion de transport militaire de l'US Air Force (3 convertis depuis SH-3A, devenus CH-3B par la suite).
NH-3AVersion expérimentale, avec des ailes et des turboréacteurs (1 converti depuis SH-3A).
RH-3AHélicoptère dragueur de mines pour l'US Navy (9 convertis depuis SH-3A).

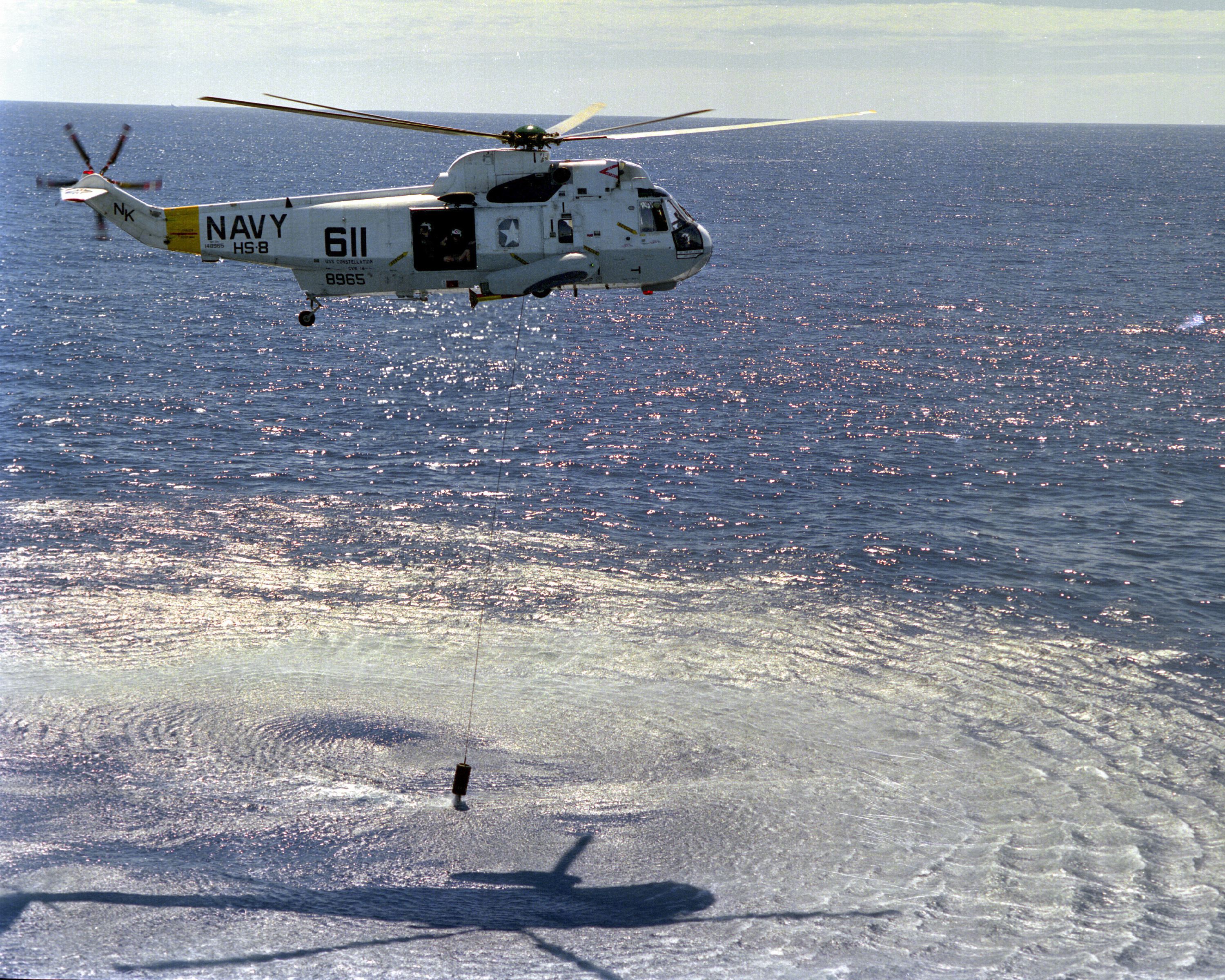
SH-3H Sea King de l'US Navy trempant son sonar immergé AQS-13.

VH-3AHélicoptère de transport de personnalité pour l'US Army et le Corps des Marines des États-Unis (8 construits, plus 2 SH-3A (STAKE) convertis qui furent reconstruits à partir d'hélicoptères endommagés, 1 YHSS-2 et 1 SH-3A).
CH-3BVersion de transport militaire de l'US Air Force.
SH-3D (S-61B) (HSS-2A)Hélicoptère de lutte anti-sous-marine pour l'US Navy (73 construits et deux convertis depuis SH-3A). Également utilisés par la l'aéronavale de la Marine de la république islamique d'Iran.
SH-3D (S-61B)Hélicoptère de lutte anti-sous-marine pour la Marine espagnole (6 construits).
SH-3D-TSVersion de lutte anti-sous-marine.
VH-3DHélicoptère de transport de personnalité pour le Corps des Marines des États-Unis.
SH-3GHélicoptère de transport cargo pour l'US Navy (105 conversions depuis SH-3A et SH-3D).

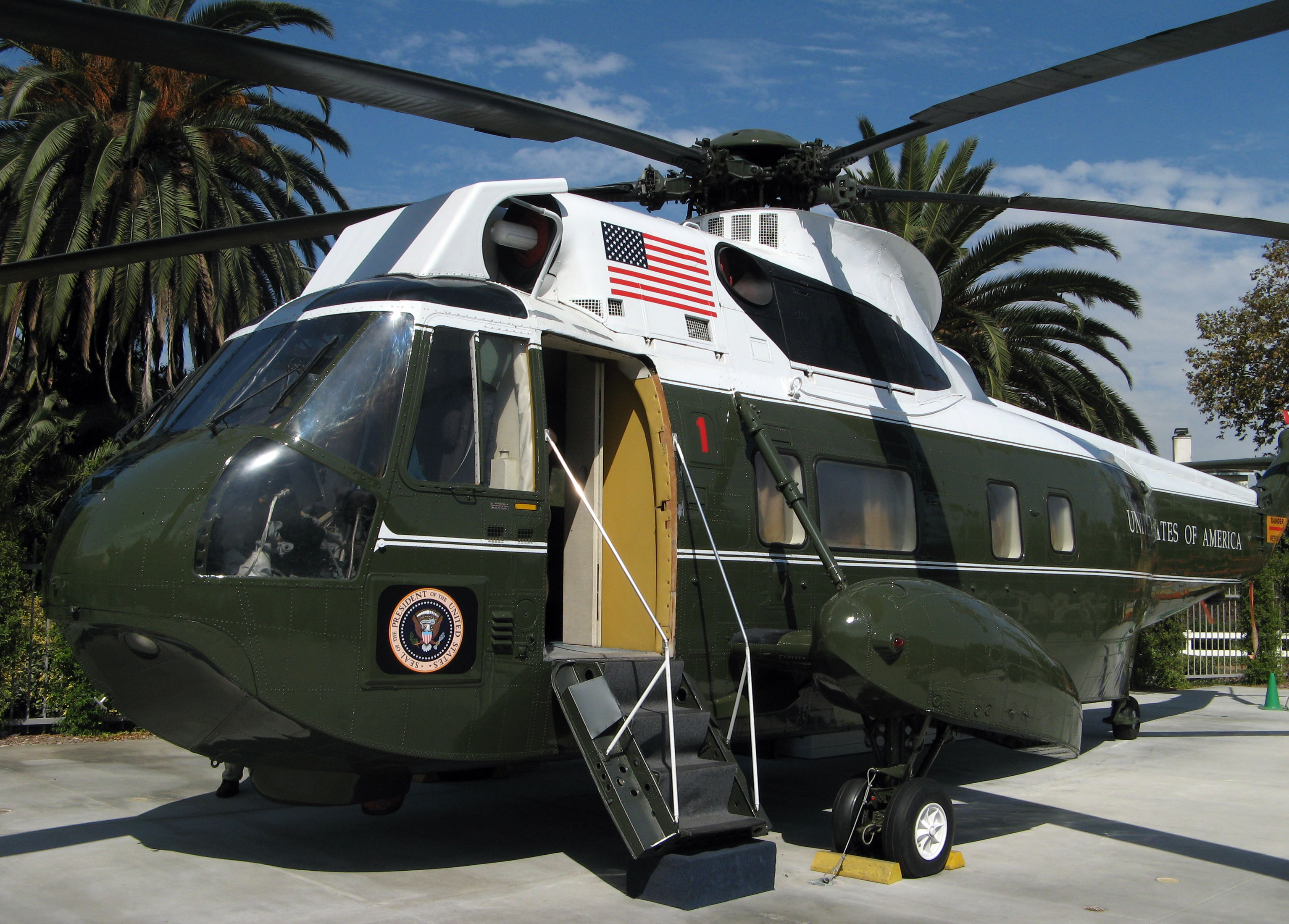
Le VH-3A « Sea King » présidentiel en exposition permanente à la bibliothèque présidentielle Nixon, flotte présidentielle de 1961 à 1976.

SH-3H (HSS-2B)Hélicoptère de lutte anti-sous-marine pour l'US Navy (modernisations).
SH-3H AEWVersion d'alerte avancée pour la marine espagnole.
UH-3HHélicoptère de transport cargo pour l'US Navy.

### Sikorsky
S-61Nomenclature constructeur du H-3 Sea King.
S-61AVersion d'exportation pour l'armée de l'air danoise.
S-61A-4 NuriHélicoptère pour le transport militaire et la recherche et sauvetage pour l'armée de l'air malaise. Il peut accueillir plus de 31 militaires à son bord (38 construits).

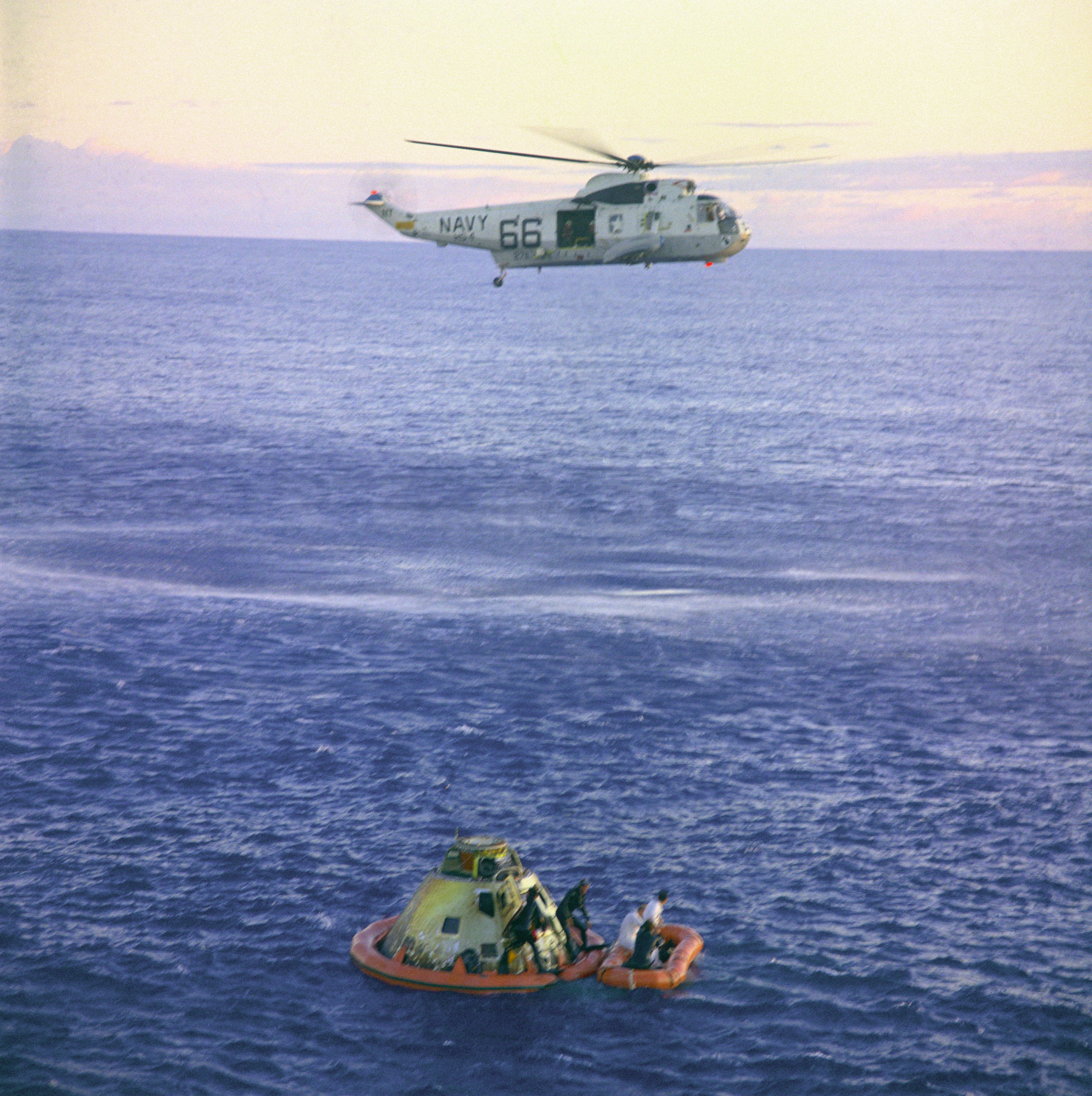
Récupération des astronautes d'Apollo 10 par l'Helicopter 66, un SH-3D.

S-61A/AHVersion utilitaire pour l'observation et la recherche et sauvetage en Antarctique.
S-61BVersion d'exportation du SH-3 de lutte anti-sous-marine pour la Force maritime d'autodéfense japonaise.
S-61D-3Version d'exportation pour la marine brésilienne.
S-61D-4Version d'exportation pour la marine argentine.
S-61NRVersion de recherche et sauvetage pour l'armée de l'air argentine.
S-61L/NVersions civiles du Sea King.
S-61RLe S-61R a servi dans l'armée de l'Air des États-Unis en tant que CH-3C/E et HH-3E « Jolly Green Giant », ainsi que dans les garde-côtes des États-Unis et dans l'armée de l'Air italienne en tant que HH-3F Pelican.

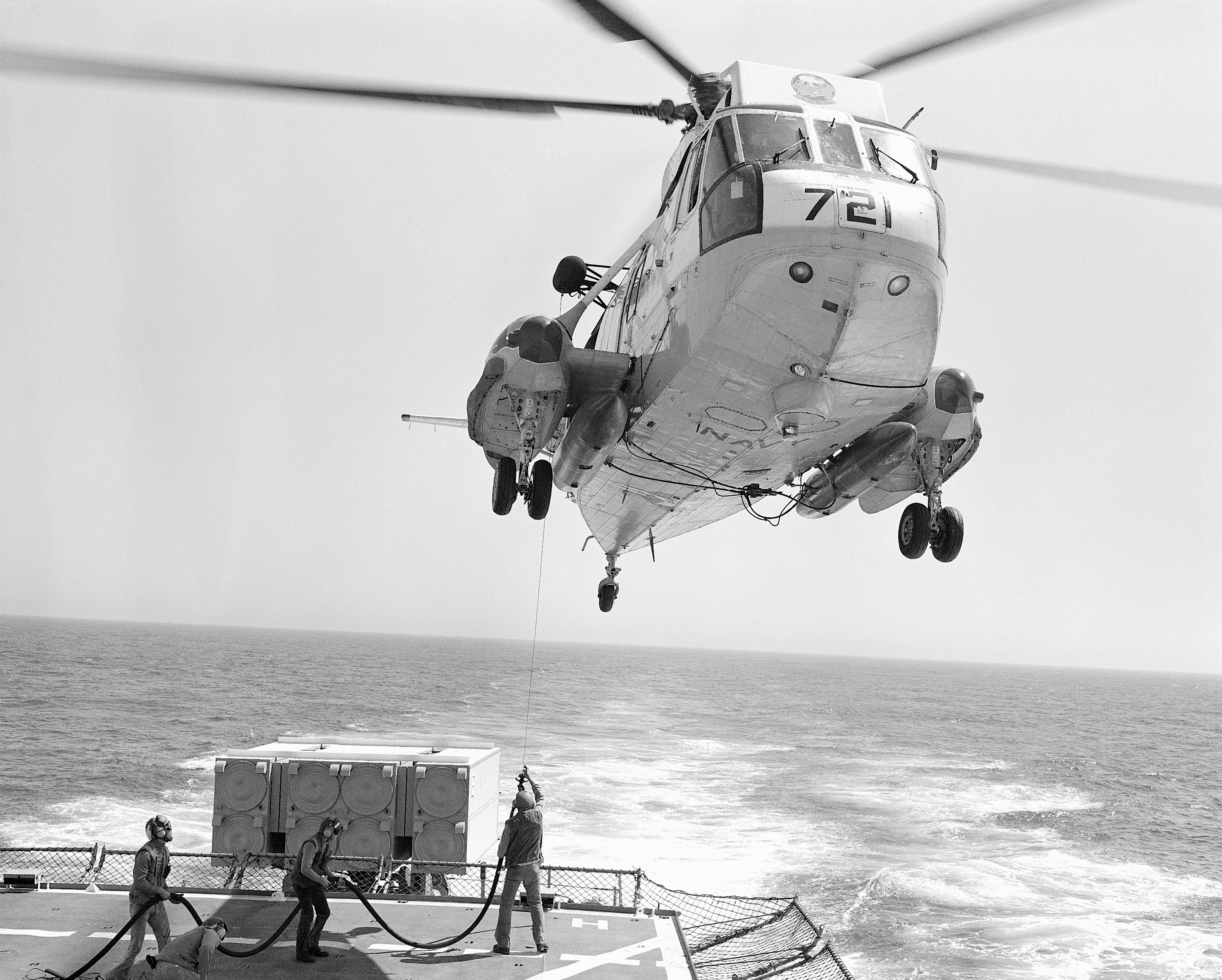
Ravitaillement en vol stationnaire d'un SH-3G.

S-61VNomenclature constructeur du VH-3A, (1 construit pour l'Indonésie).

### United Aircraft of Canada
CHSS-2 puis CH-124Hélicoptère de lutte anti-sous-marine pour la marine du Canada.

### Westland

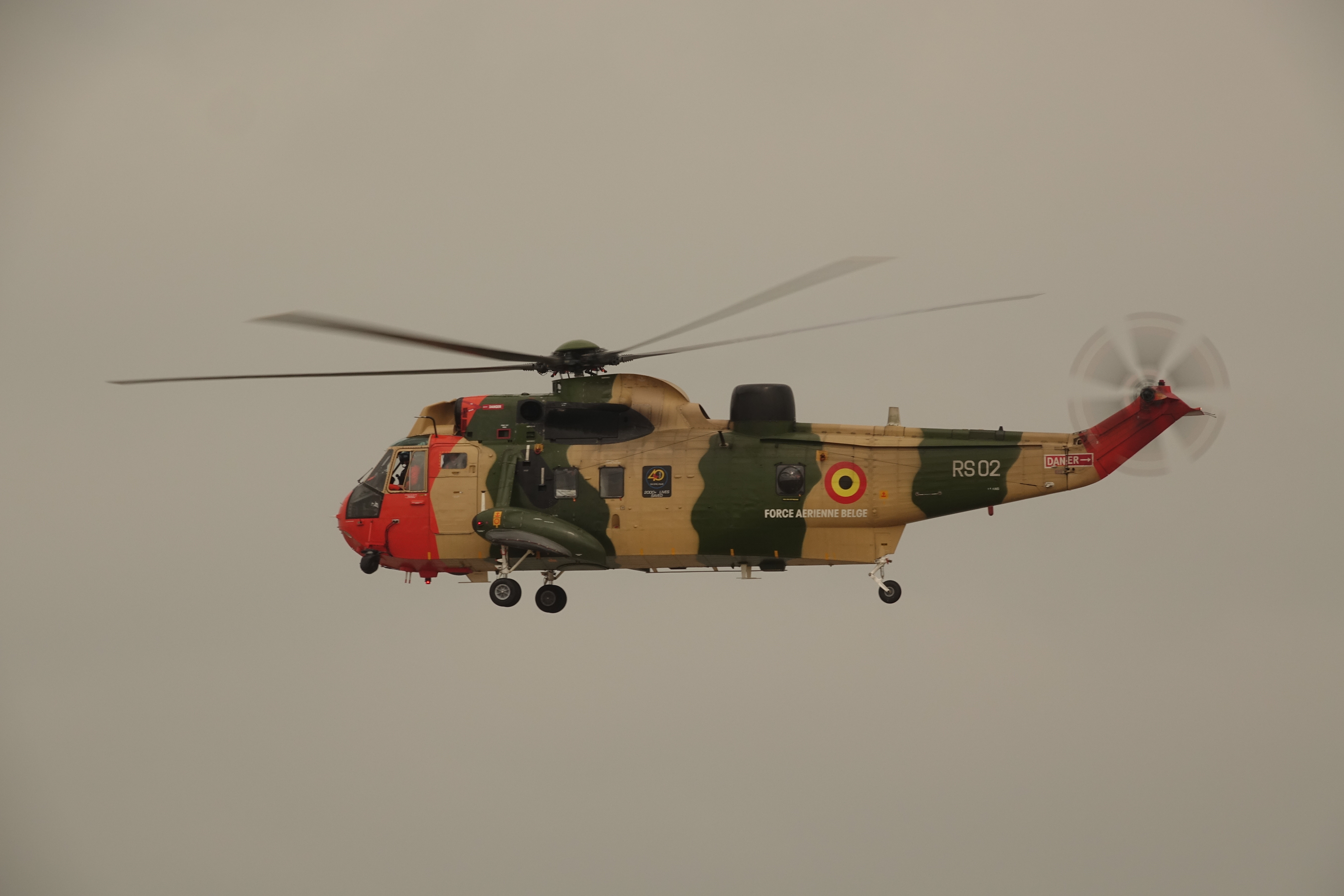
Sea King noRS 02 de la Défense belge.

Les versions Westland Sea King ont été construites sous licence par Westland Helicopters au Royaume-Uni. Une version a été spécialement conçue pour la marine britannique.

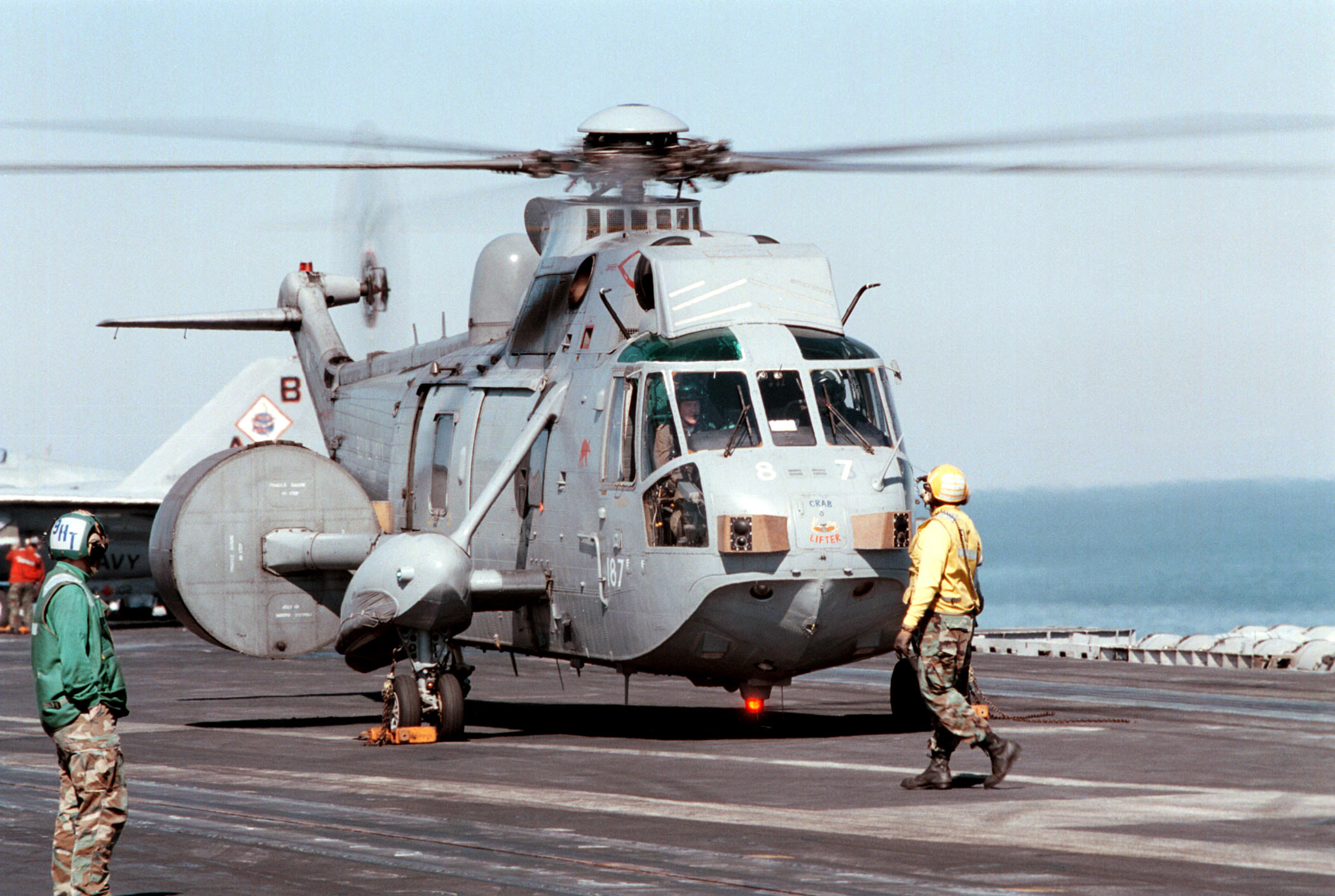
Westland Sea King AEW.2A d'Alerte aérienne avancée de la Royal Navy.

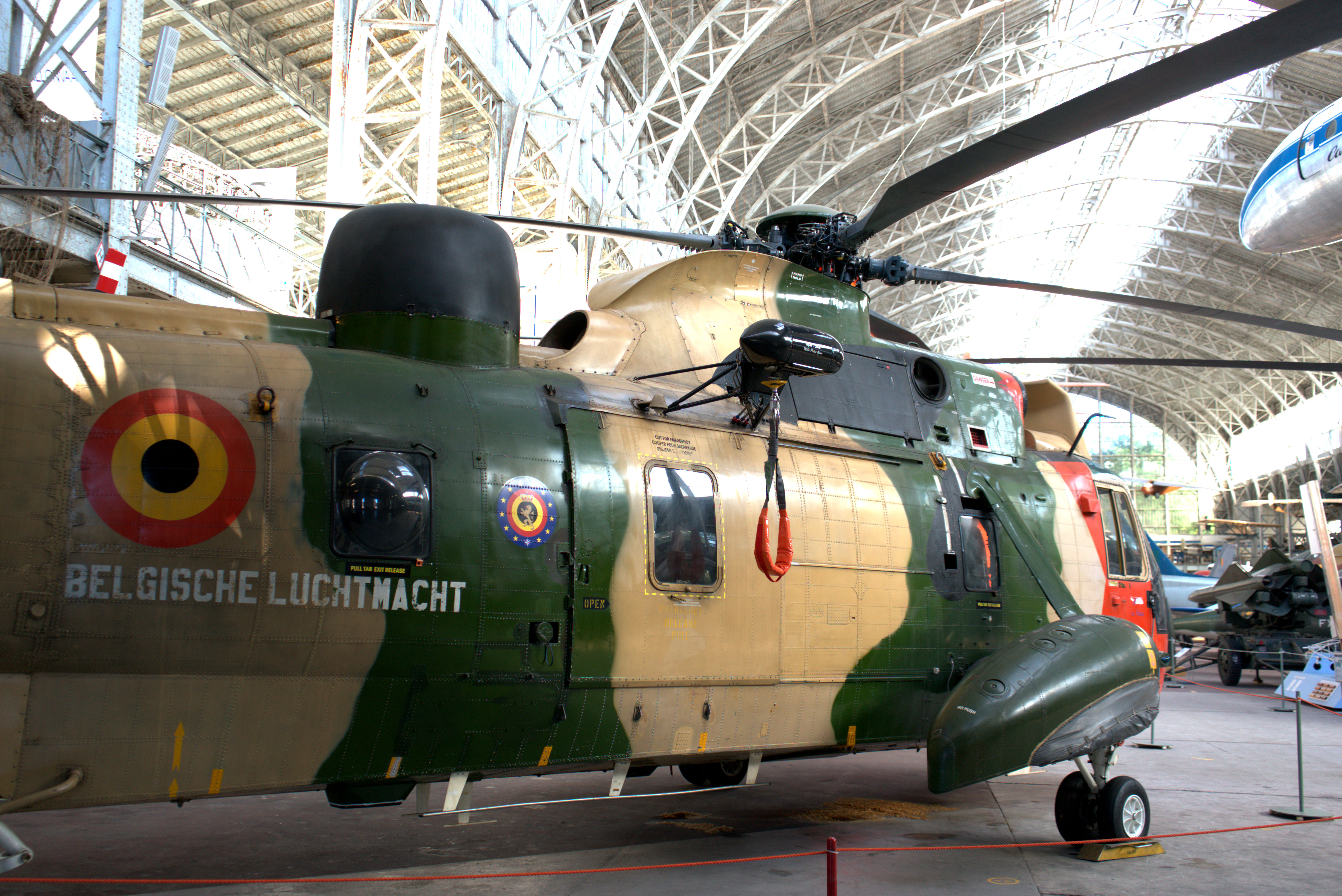
Westland Sea King Mk-48 de la Composante air belge.

Les Westland Sea King sont motorisés par deux turbines Rolls-Royce Gnome et ont une avionique et un équipement de lutte anti-sous-marine britannique. Cette version a effectué son premier vol en 1969 et est entrée en service l'année suivante. Ils ont également été utilisés par la Royal Air Force et ont été vendus de par le monde. Les différentes versions sont comme suit :
Sea King HAS Mk-1Version initiale de lutte anti-sous-marine destinée à la Royal Navy.
Sea King HAS Mk-2Version améliorée du HAS Mk-1 avec capacité de recherche et sauvetage en mer.
Sea King HAR Mk-3Version spécifique de recherche et sauvetage en mer destinée à la Royal Air Force.
Sea King HC Mk-4Version spécifique de transport de troupes destinée à la Royal Navy.
Sea King Mk-4XVersion spécifique du HC Mk-4 destinée à soutenir les essais en vol du Royal Aircraft Establishment.
Sea King HAS Mk-5Version améliorée et remotorisée du HAS Mk-2 destinée à la lutte anti-sous-marine et anti-navire pour la Royal Navy.
Sea King AEW Mk-5Version spécifique destinée au guet radar aérien.
Sea King Mk-41Version de recherche et sauvetage en mer destinée à la Bundesmarine.
Sea King Mk-42Version de lutte anti-sous-marine destinée à l'Indian Navy.
Sea King Mk-42AVersion remotorisée du Mk-42.
Sea King Mk-42BVersion spécifique du Mk-42A destinée à la lutte antinavire apte au tir du missile Sea Eagle.
Sea King Mk-43Version de recherche et de sauvetage en mer destinée à la force aérienne de Norvège.
Sea King Mk-43AVersion améliorée du Mk-43.
Sea King Mk-47Version de lutte anti-sous-marine destinée à la Marine égyptienne.
Sea King Mk-48Version mixte de transport et de sauvetage en mer destinée à la Belgique.

Sea King Mk-50Version dérivée du HAS Mk-1 et destinée à la Royal Australian Navy.
Sea King Mk-50AVersion dérivée du HAS Mk-2 et destinée à la Royal Australian Navy.
Commando Mk-1Version de transport de troupes destinée à l'Égypte.
Commando Mk-2Version améliorée du Mk-1 et destinée à l'Égypte.
Commando Mk-2AVersion du Mk-2 destinée au Qatar.
Commando Mk-2BVersion de transport de hautes personnalités destinée à l'Égypte.
Commando Mk-2CVersion du Mk-2B destinée au Qatar.

### Agusta

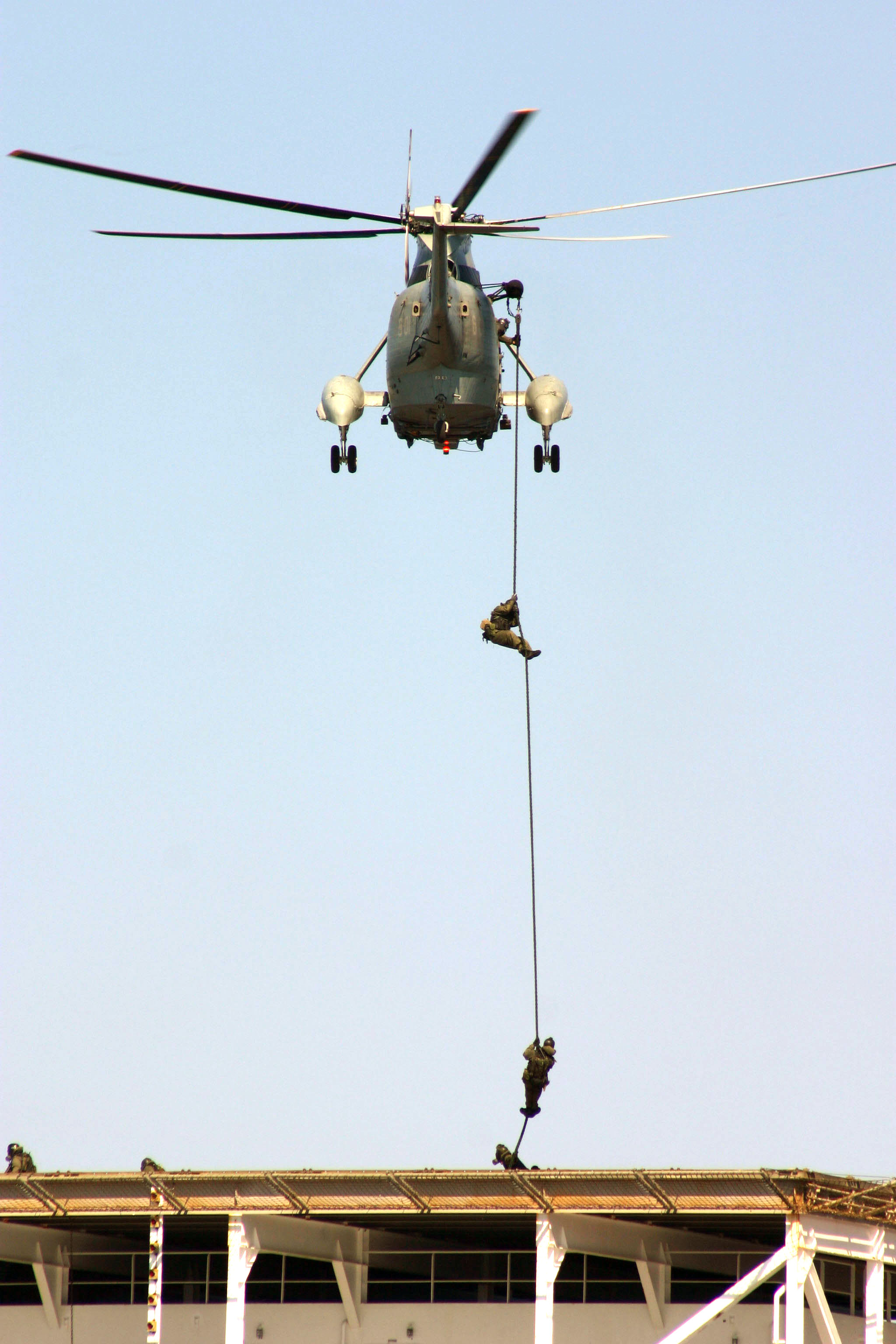
ASH-3A italien déposant des commandos.

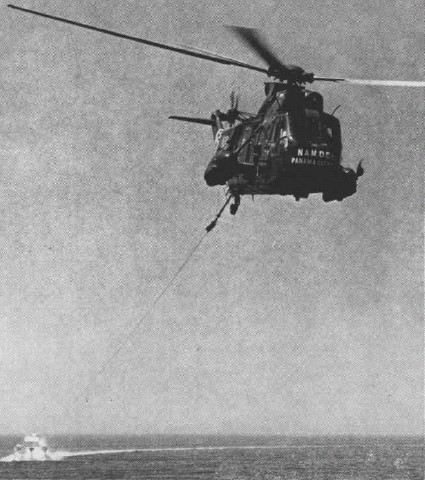
Sikorsky RH-3A Sea King draguant des mines.

AS-61Nomenclature constructeur pour les H-3 Sea King construits sous licence par Agusta en Italie.
AS-61A-1Modèle d'export italien destiné à la Royal Malaysian Air Force.
AS-61A-4Hélicoptère militaire de transport, hélicoptère de recherche et sauvetage. Construit sous licence par Agusta en Italie.
AS-61N-1 SilverModèle construit sous licence des S-61N, avec une cabine raccourcie.
AS-61VIPHélicoptère de transport de personnalités. Construit sous licence par Agusta en Italie.
ASH-3A (SH-3G)Hélicoptère utilitaire de transport. Construit sous licence par Agusta en Italie.
ASH-3DHélicoptère de lutte anti-sous-marine. Construit sous licence par Agusta en Italie. Utilisé par les marines italienne, brésilienne, péruvienne et argentine.
ASH-3TSHélicoptère de transport de personnalités. Construit sous licence par Agusta en Italie. Également connu sous la dénomination ASH-3D/TS.
ASH-3HHélicoptère de lutte anti-sous-marine. Construit sous licence par Agusta en Italie.

### Mitsubishi
S-61AVersion construite sous licence du S-61A, utilisée comme hélicoptère utilitaire et de recherche et sauvetage par la Force maritime d'autodéfense japonaise (18 exemplaires construits).
HSS-2Version construite sous licence du S-61B, utilisée comme hélicoptère de lutte anti-sous-marine par la Force maritime d'autodéfense japonaise (55 exemplaires construits).
HSS-2AVersion construite sous licence du S-61B (SH-3D), utilisée comme hélicoptère de lutte anti-sous-marine par la Force maritime d'autodéfense japonaise (28 exemplaires construits).
HSS-2BVersion construite sous licence du S-61B (SH-3H), utilisée comme hélicoptère de lutte anti-sous-marine par la Force maritime d'autodéfense japonaise (23 exemplaires construits).

## Coût opérationnel
En 2015, le coût par heure de vol du Sea King est évalué à 5 111 euros par le ministère de la défense belge.

## Pays utilisateurs
- Arabie saoudite
- Argentine
- Australie (retiré le 16 décembre 2011[8])
- Belgique (retiré le 21 mars 2019[9])
- Brésil
- Cameroun [réf. nécessaire]

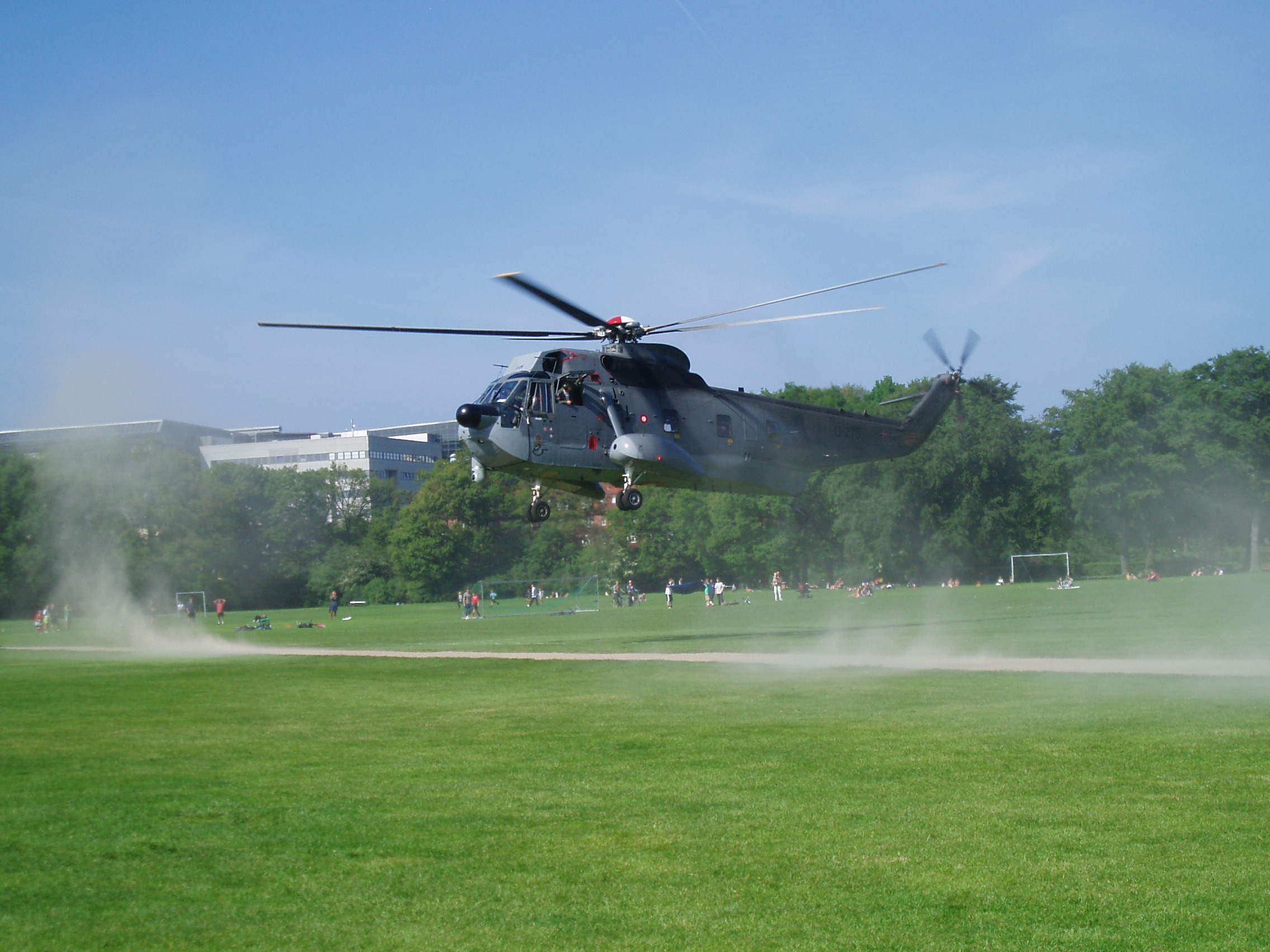
S-61A de recherche et sauvetage de la Force aérienne royale danoise.

- Canada (26 dans l'aviation royale canadienne fin 2015[10])
- Danemark
- Égypte
- Allemagne
- Inde
- Iran
- Irak

- Irlande
- Italie
- Japon
- Liban
- Malaisie
- Norvège (prévisions en 2020 : en service jusqu'en 2023)[11]
- Pakistan
- Pérou

. Ukraine
- Qatar
- Espagne, en transport, lutte anti-sous-marine et détection et commandement (Alerte aérienne avancée)
- Thaïlande
- Venezuela
- Royaume-Uni
- États-Unis
- Tunisie